# Parmortha pleuralis
Parmortha pleuralis là một loài tò vò trong họ Ichneumonidae.